# Paul Bucy
Paul Clancy Bucy [pɔːl ˈklæːnsi ˈbjuːsi] (* 13. November 1904 in Hubbard, Iowa; † 22. September 1992 in Tryon, North Carolina) war ein US-amerikanischer Neurologe und Neurochirurg.
Bucy studierte Medizin an der University of Iowa. Anschließend war er Assistent bei Percival Bailey an der University of Chicago. In den 1930er Jahren führte ihn eine Studienreise zu Gordon Morgan Holmes in London und zu Otfrid Foerster in Breslau.
1933–38 Assistant Professor, 1938–41 Associate Professor und 1941–54 Professor für Neurologie und Neurochirurgie an der University of Illinois at Chicago. Von 1954–72 Professor für Chirurgie und 1962–72 Chairman für Neurochirurgie an der Northwestern University Medical School in Chicago und 1974–83 Professor für Neurologie an der Bowman Gray School of Medicine in Winston-Salem, North Carolina.
Nach ihm ist das Klüver-Bucy-Syndrom benannt, das der deutsch-US-amerikanische Neuropsychologe Heinrich Klüver 1937 mit ihm beschrieb.
1971 erhielt er von Universität Utrecht den Ehrendoktortitel.

## Werke
- The precentral motor cortex. Urbana: Univ. of Illinois Press, 1944 (2nd ed. 1949)
- Neurosurgical giants: feet of clay and iron / ed. Paul C. Bucy. New York [u. a.]: Elsevier, 1985. ISBN 0-444-00939-6.
- Modern neurosurgical giants / ed. Paul C. Bucy. New York [u. a.]: Elsevier, 1986. ISBN 0-444-01083-1.